# (33088) 1997 XX9
1997 أكس أكس 9 (ويعرف أيضًا باسم (33088) 1997 أكس أكس 9 وفق تسمية الكوكب الصغير) (بالإنجليزية: 1997 XX9)‏ هو كويكب ضمن حزام الكويكبات؛ وترتيبه 33088 من حيث الاكتشاف.
اكتُشف هذا الجُرم الفلكي بواسطة ناوتو ساتو في 3 ديسمبر 1997.

## وصلات خارجية
- (33088) 1997 XX9 في قاعدة بيانات مختبر الدفع النفاث لأجرام النظام الشمسي الصغيرة

- الاكتشاف · مخطط المدار ·  العناصر المدارية · المعلمات المادية

- (33088) 1997 XX9 على موقع ويكي سكاي: DSS2, SDSS, GALEX, IRAS, Hydrogen α, X-Ray, Astrophoto, Sky Map, Articles and images